# مدیریت ریسک مالی
مدیریت ریسک مالی (به انگلیسی:Financial risk management) عمل محافظت از ارزش اقتصادی در یک بنگاه با مدیریت کردن ریسک مالی - به‌طور عمده ریسک عملیاتی، ریسک اعتباری و ریسک بازار، یا انواع خاص‌تر ریسک می‌باشد. درمورد مدیریت ریسک به‌طور کلی، مدیریت ریسک مالی مستلزم شناسایی منابع ریسک، اندازه‌گیری ریسک و برنامه‌ریزی برای رسیدگی به ریسک می‌باشد.
می‌توان گفت که مدیریت ریسک مالی به عنوان یک «علم» با نظریه سبد سهام مدرن متولد شد. هری مارکویتز در سال ۱۹۵۲ میلادی با مقاله «انتخاب سبد سهام» این حوزه را بنیان گذاشت.
این رشته می‌تواند کیفی و کمی باشد. با این حال، به عنوان یک تخصص مدیریت ریسک، مدیریت ریسک مالی بیشتر بر زمان و نحوه پوشش ریسک تمرکز دارد، و اغلب از ابزارهای مالی برای مدیریت مواجهه‌های پرهزینه با ریسک استفاده می‌کند.
- در بخش بانکداری در سراسر جهان، توافقنامه بازل عموماً توسط بانک‌های فعال بین‌المللی برای ردیابی، گزارش و افشای ریسک‌های عملیاتی، اعتباری و بازار پذیرفته می‌شود.[۶][۷]
- در شرکت‌های غیرمالی،[۸][۹] دامنه به گونه‌ای گسترش می‌یابد که مدیریت ریسک شرکت را همپوشانی کند و سپس مدیریت ریسک مالی، خطرات را برای اهداف راهبردی کلی شرکت بررسی می‌کند.
- در مدیریت سرمایه‌گذاری ریسک از طریق تنوع بخشی و بهینه‌سازی مرتبط مدیریت می‌شود. در حالی که تکنیک‌های خاص بیشتری در صورت لزوم در سبد سهام یا سهام جداگانه اعمال می‌شود.

در همه این موارد موارد اما، آخرین «خط دفاع» در برابر ریسک، سرمایه می‌باشد.